# Mel Patton
Melvin Emery Patton, detto Mel (Los Angeles, 16 novembre 1924 – Fallbrook, 9 maggio 2014), è stato un velocista statunitense, vincitore di due medaglie d'oro ai Giochi olimpici di Londra nel 1948.
Nonostante alcune fonti riportano che egli sia figlio del Generale Patton, anch'egli olimpionico a Stoccolma 1912 nel pentathlon moderno, la notizia è tuttavia falsa, probabilmente lo si è confuso con George Patton IV, perché coetaneo di Melvin, ed anch'egli generale come il padre, non atleta.

## Palmarès
| Anno | Manifestazione  | Sede   | Evento      | Risultato | Prestazione | Note |
| ---- | --------------- | ------ | ----------- | --------- | ----------- | ---- |
| 1948 | Giochi olimpici | Londra | 100 m piani | 5º        | n/d         |      |
| 1948 | Giochi olimpici | Londra | 200 m piani | Oro       | 21"1        |      |
| 1948 | Giochi olimpici | Londra | 4 × 100 m   | Oro       | 40"6        |      |